# 박마리아
박마리아(朴瑪利亞, 1906년 7월 19일~1960년 4월 28일)는 일제강점기와 대한민국의 철학자, 교육학자, 교육인, 사회운동가로, 이화여자대학교 부총장을 지냈다. 이기붕의 아내이기도 하였다.
그녀는 제1공화국 시대 후반기의 제2인자로 불렸던 이기붕의 부인이었다. 일제강점기부터 서구적인 신(新)여성계의 지도층 인사였으며 이화여자대학교 부총장 등을 지낸 대한민국의 철학자 겸 대학 교수이기도 하였다. 대한제국 시대의 강원도 강릉 출생이며 본관은 밀양(密陽)이다.
1934년 밴더빌트 피바디 대학교에서 BA를 취득한 후 귀국하여 이화여전에서 교편을 잡았다. 아들 이강석을 이승만 대통령의 양자로 입양 보내고 난 후부터 이승만 일가와 밀착하여, 남편 이기붕을 위해 수직 급상승의 출세의 가도를 여는 동시에 자신도 이화여자대학 부총장과 이화여대 동창회 회장이 되어, 교육계는 물론 군부를 포함한 한국사회의 모든 계층에게 절대적인 영향력을 행사했다.
1945년 이승만의 귀국 이후 프란체스카 도너 여사의 시중을 들면서 프란체스카 도너 여사와 개인적으로 가깝게 지내게 됐다. 그는 이화여대 인맥을 정관계, 재계, 군경의 고위층과 연결시키는 역할을 하였다. 박마리아가 이끌던 사설조직 이수회는 이대 인맥과 고위층의 연결을 주선하는 단체로 급성장했다.

## 생애

### 출생과 가정 배경
1906년 7월 19일(음력 5월 28일) 강원도 강릉 출생으로, 어릴 때 아버지를 여의고 홀어머니 손에서 어렵게 자랐다. 박마리아의 어머니 고의대는 감리교 목사 정춘수의 집에서 가정부로 일하면서 개신교에 입문, 전도사가 된 인물이다.
일찍 고아가 된 그는 대관령을 넘어 경성으로 와 경성의 한 교회에서 자랐다.

### 일제 강점기 활동

#### 학창 시절
박마리아는 정춘수의 주선으로 경기도 개성의 감리교 계열 여학교인 호수돈여자고등보통학교에 입학했다. 이때는 생활이 매우 어려울 때라 차라리 민며느리로 들어가라는 주위의 권유가 있었으나 학업에 대한 욕심으로 힘들게 호수돈여고보에 입학했고, 재학 중에는 우수한 성적을 받았다. 윤치호의 딸로서 개성에 살고 있던 윤봉희의 도움을 받아 겨우 학교를 마쳤다.
고교를 졸업한 뒤에는 호수돈여고보 동창의 도움을 받아 이화여자전문학교에 입학, 1929년 영문과를 졸업하고 모교 고등보통학교의 교사를 지냈다. 그는 선교사의 주선으로 이번에는 미국에 유학하여 밴더빌트 대학교에 입학하여 1934년 학사 학위와, 이듬해 1935년 석사 학위를 받고 귀국하였다.

#### 사회단체 활동
이 무렵 그는 원용덕과 사귀었다. 원용덕은 세브란스의학전문학교 출신의 의사였고, 같은 미션계인 이화여전에 있던 박마리아와는 연인 사이였다. 그러나 미국 유학 생활 중 원용덕과 헤어지고 이기붕을 만나 그와 결혼하게 된다. 이화여자대학교 강사로 재직 중 1934년 12월 15일(토요일)에, 이기붕과 결혼하였다.(주 :조선중앙일보 소화9.11.29)
1935년 3월에 귀국한 뒤 이화여자전문학교에서 강의를 하기 시작한 그녀는, 애초 1934년 12월 15일(토요일)에, 지난 미국 유학 중 만난 열 살 연상의 이기붕과 결혼하여, 1935년 3월 귀국, 같은해 1935년 11월 29일(금요일)부터는 조선여자기독교청년회연합회(YWCA)에서 근무했다. 한편 남편과 결혼하기 전에 박마리아에게는 사랑하는 남자가 있었는데, 결혼 후 그가 만주 벌판에서 지내고 있다는 소식을 접하고 그의 얼굴을 보기 위해 그곳까지 찾아가기도 했다.
조선 YWCA 연합회는 1938년 내선일체의 원칙하에 일본 YWCA 산하로 흡수되는데, 이때 박마리아는 김활란, 유각경과 함께 중심 역할을 했다. 이후 중일 전쟁과 태평양 전쟁의 와중에서 지식인들을 동원한 친일 강연에 적극 참가하여 일본의 침략 전쟁을 지원했다. 친일 단체 조선임전보국단(1942)에 가담했으며, 각종 간담회에 등장하여 징병제에 호응할 것을 요구했다. 박마리아는 이때의 활동으로 2008년 민족문제연구소가 친일 인명 사전에 수록하기 위해 정리한 친일 인명 사전 수록 예정자 명단에 포함되었다.

### 광복 직후
이승만과 가깝던 남편 이기붕은 광복 후 이승만의 집권과 함께 정치를 시작했다. 특히 이승만의 부인인 프란체스카 도너가 영어가 유창한 박마리아를 가까이 두기 시작하면서 박마리아와 이기붕 부부는 이승만 정권의 실세로 떠오르게 되었다. 양반가문의 딸이라는 자존심과 프란체스카 도너 여사가 외국인이라는 인식 때문에, 고분고분하게 굴지 않던 윤치영의 부인 이은혜에 대해 비호감, 거부감을 느끼던 프란체스카 도너는 싹싹하고, 궂은 일도 도맡아 하면서도 불평불만을 내색하지 않던 박마리아에게 호감을 느끼고 그를 각별히 신임하였다.
1946년 박마리아는 이화여대 영문과 교수로 임용되고 대한부인회의 부회장에 피선되었으며, 이기붕은 대통령 비서실장(1948)과 서울특별시장(1949)이라는 요직에 임명되었다.

### 정부 수립 이후

#### 군부 내의 영향력
프란체스카 도너의 절대적인 신임을 얻어 남편 이기붕을 자유당의 2인자로 만든 뒤에도 그는 궂은 일을 도맡아하여 프란체스카의 신임을 유지했다.
승진을 바라고 찾아오는 영관 장교와 장군들이 그의 집에 들어섰다. 또한 박마리아의 연인은 군 내부의 실세의 한 사람인 원용덕이었다. 박마리아는 남편을 자유당 정권의 2인자로 만든 것과 프란체스카의 각별한 신임, 한때 자신의 연인이었던 원용덕 등의 배경을 통해 군에도 영향력을 행사하였다.
이기붕이 이범석을 몰아내고 제1공화국의 2인자로 부상하는 시점에 박마리아도 이화여대 문리과대학 학장, 부총장, YWCA 회장이 되었다. 문리대 학장과 YWCA 회장에는 한국 전쟁 중이던 1952년에, 이화여대 부총장에는 이기붕이 제3대 정ㆍ부통령 선거에 부통령 후보로 출마했던 1956년에 취임했다. 이 무렵 그의 집은 '서대문 경무대'라고 불릴 정도로 권력이 집중되고 있었다.

#### 족청 제거에 가담
1952년 자유당을 결성했을 때 자유당의 2인자로 지목된 그룹은 이기붕 일파, 이범석의 족청 계열, 장택상 일파 등이었다. 이때 자유당의 실력자 1순위에 올랐던 것은 박마리아의 남편 이기붕과 족청(조선민족청년단)을 이끌고 있던 이범석이었지만 드디어 이범석에 대한 이승만의 불신감이 깊어져 족청을 탄압하게 된 것은 박마리아의 책략 때문이었다고 한다.
남편의 경쟁자인 이범석을 제거하기 위해, 박마리아는 그가 ‘딴 마음을 품고 있다.’라는 참언을 프란체스카에게 했다. 프란체스카를 통해 이승만의 귀에 들어가게 하고 그것을 사실로 알고 격노한 이승만이 족청계열을 일소하려 했을 때, 그 실천부대로서 박마리아의 기대에 부응한 것이 헌병 총사령부 사령관 원용덕 중장이었다. 이범석의 세력이 강성해지는 것을 내심 경계한 이승만은 박마리아의 참언을 근거로 족청 제거에 돌입하게 된다.

#### 이대 인맥과 군부 내의 영향력
박마리아는 이화여대 동문회의 회장이었고 이대 출신 친목단체인 이수회의 회장이었다. 그는 군의 장군과 고위 관료들, 그리고 가난한 집에서 성공한 배경없는 개천에서 난 용들과 이대 출신 여성들의 연결을 주선하였다. 그리하여 승진을 바라는 군의 장군들은 박마리아에게 접근하려고 조강지처와 이혼하고 이수회의 젊은 여성과 재혼을 급히 서두르는 일이 나타났다.
4.19 혁명 당시 서울에서 혁명에 참가하지 않던 몇 안되는 예외의 하나가 이화여자대학교였다 한다.
일부 이대의 여성주의 운동가들만이 시위대에 참여했다. 이를 두고 정경모는 ‘그것은 당시 박마리아가 이화여자대학에서 행사하고 있던 영향력이 얼마나 강했는가를 생각해 보면 쉽게 이해할 수 있을 것이다.굿’라고 하기도 했다.

#### 권력 개입과 최후
1957년 박마리아는 장남 이강석을 이승만의 양자로 입적시켰고 정치에도 깊이 관여했다. 1960년 제4대 정ㆍ부통령 선거는 전면적인 관권 부정 선거로 치러졌는데, 이때 박마리아가 회장을 맡고 있던 대한부인회를 비롯한 여성 단체들이 동원되었다. 대한부인회는 전국 대회를 통해 이승만과 이기붕을 지지한다는 결의문을 채택하기도 했다. 선거 결과 이기붕은 부통령에 당선되었지만, 4·19 혁명을 불러와 (곧 부정선거로 인한 부통령직을 박탈당하고 재선이 치러져) 자유당 정권이 붕괴하고 이승만은 하와이에 유폐되고 말았다.
거처인 서대문 경무대에 노호하는 군중이 몰려든 4월 25일 자정, 박마리아는 입은 옷 그대로 병약한 남편과 두 아들을 데리고 허둥지둥 뒷문으로 도망쳐 평소에 돌봐주면서 승진에 힘을 빌려주고 있던 육군 제6군단장의 관사로 지프를 타고 달려가 보호를 요구하였다. 그러나 4월 26일 6군단장은 박마리아 일가에게 당장 물러가 달라고 요구했다. 결국 도망쳐 달아날 곳도 없었다.
1960년 4월 28일, 결국 경무대 별관에서 당시 육군 소위로 복무 중이던 아들 이강석이 권총을 이용해 이기붕과 박마리아, 동생인 이강욱을 차례로 쏘아 죽이고 자살했다. 책임을 모두 이들에게 덮어씌우고 사태를 가라앉히기 위해 경무대의 곽영주가 살해했다는 설과 제3의 누군가가 타살한 것이라는 소문도 있으나 사실관계는 확인되지 않았다.

### 사후
박마리아가 살던 집은 국가에 환수되어 집터에 4·19 혁명 기념 도서관 이 들어서 있다. 2008년 민족문제연구소가 친일인명사전 수록예정자 명단에 수록하기 위해 정리한 친일인명사전 수록예정자 명단에 포함되었다.
그가 쓴 책은 대부분 단종, 회수되어 소각되었다. 그러나 소설가 겸 작가, 대학교수 마광수 등 소수가 헌책방에 갔다가 박마리아가 쓴 저서를 읽어보게 됐다.

## 평가
대단히 인색하고 콧대가 높았다고 한다. 해방 이후부터 6.25 직후까지 이승만의 비서를 지냈던 박용만에 의하면 "굉장한 에고이스트(이기주의)다, 퍽 욕심이 많고, 남에게 지기 싫어했으며 지나치게 자존심이 강했다, 퍽 인색했었고 그러면서도 콧대는 대단히 높았다"고 한다. 박용만에 의하면 박마리아는 남에게 자기 것은 쌀 한 톨도 주는 법이 없으면서도, 남이 주는 것은 주는대로 받았다 한다.
전북대 교수 강준만은 박마리아가 3.15 선거 때 국회의원에 출마하려 했던 것을 두고 "국회의원에 출마하려고 했던 점에 비추어 본다면 박마리아의 과욕 만큼은 틀림없는 사실이라고 평가하였다.

## 학력
- 함경남도 함흥 영생여자고등보통학교(前) → 경기도 개성 호수돈여자고등보통학교 졸업
- 경성 이화여자전문학교 졸업
- 미국 마운트 홀리요크 대학교 철학과 학사
- 미국 스카릿 대학교 영어영문학과 학사
- 미국 밴더빌트 피바디 대학교 대학원 교육학과 교육학 석사

## 박마리아를 연기한 배우들

### 텔레비전 드라마
- 윤여정 - 1970년 (박마리아) MBC 드라마
- 김애경 - 1981년 (제1공화국) MBC 드라마
- 김용림 - 1989년 (제2공화국) MBC 드라마
- 정영숙 - 1989년 (무풍지대) KBS 드라마
- 남현주 - 2003년 (야인시대) SBS 드라마

### 영화
- 김지미 - 1967년 (경무대 비화 잘돼갑니다) 영화

## 관련 서적
- 정충량, ≪이화 80년사≫, 이화여대출판부, 1967.
- 민숙현·박해경, ≪한가람 봄바람에≫, 지인사, 1981.
- 박용만, ≪경무대 비화≫, 한국정경사, 1965.
- ≪만송 리기붕 선생≫, 국제 시보사, 1960.
- ≪친일파 군상≫, 국제시보사, 1960.
- ≪한국 YWCA 반 백년≫
- ≪한국 여성 운동사≫

## 같이 보기
- 이기붕
- 3.15 부정선거(4.19혁명으로 이어지는 직접적인 계기가 된 사건)
- 일본 내막기(또는 '일본 그 가면의 정체', '일본의 가면을 벗긴다', 원제 - Japan Inside Out: The Challenge of Today, 1941년 7월 뉴욕 출간, 1954년 9월 15일 한국어판 출간)
- 조선임전보국단
- 대한여자기독교청년회연합회

## 참고 문헌
- 반민족문제연구소 (1994년 3월 1일). 〈박마리아 : 면죄부를 줄 수 없는 친일과 권력욕의 화신 (정병준)〉. 《청산하지 못한 역사 2》. 서울: 청년사. ISBN 9788972783138.
- 《일요시사》 (2002.5.21) 집중 조명 / 역사의 비극… 역대 정권 황태자들
- [12월호] 여(女)부통령 '박마리아':[12월호] '경무대' 그 후광 속에 얼룩진 권력비화 (2) 뉴스앤피플
- 조선 중일앙일보 소화9.11.29 기사 박마리아 혼인